# Бостонское чаепитие
Бо́стонское чаепи́тие (англ. Boston Tea Party) — акция протеста американских колонистов 16 декабря 1773 года в ответ на действия британского правительства, в результате которой в Бостонской гавани был уничтожен груз чая, принадлежавший Английской Ост-Индской компании. Это событие американской истории стало толчком к началу Американской революции.
«Чаепитие» обозначило пик сопротивления жителей Британской Америки «Чайному закону», который был принят британским парламентом в 1773 году. Колонисты протестовали против «Чайного закона» потому, что он нарушал их права, так как британский чай облагался меньшими пошлинами. Протестующие смогли помешать разгрузке чая в других трёх штатах, но в Бостоне королевский губернатор Томас Хатчинсон подготовил своих солдат к протестам и не дал разрешения на отправку чая обратно в Британию.
Парламент отреагировал на события в Бостоне отменой местного самоуправления в провинции Массачусетс-Бэй. Жители всех тринадцати колоний, в свою очередь, ответили на этот закон дополнительными акциями протеста и созывом Первого Континентального конгресса, который ходатайствовал перед британским монархом об отмене закона и санкционировал новые акции протеста. Кризис обострился и к 1775 году вылился в освободительную войну.

## Предыстория
Бостонское чаепитие возникло в результате двух проблем, которые встали перед Британской империей в 1765 году: это были финансовые проблемы в Британской Ост-Индской компании и непрерывные разногласия о степени полномочий английского парламента в британских колониях в Америке при отсутствии выборных представителей от последних. Попытка правительства Норта разрешить эти вопросы не увенчалась успехом и в конечном счёте привела к революции.

### Чайная торговля до 1767 года
Так как в XVII веке в Европе появился спрос на чай, то образовались многочисленные конкурирующие компании, вывозящие чай из Китая. В 1698 году Парламент Англии дал право монополии Ост-Индской компании на импорт чая. Когда чай стал популярен в британских колониях, Парламент добился ликвидации иностранной конкуренции, проведя парламентский акт 1721 года, который требовал от колонистов импорт чая только из Великобритании. Ост-Индская компания не экспортировала чай в колонии; по закону, от компании требовалась продажа чая на оптовых аукционах в Англии. Британские фирмы покупали этот чай и экспортировали его в колонии, где перепродавали его торговцам в Бостоне, Нью-Йорке, Филадельфии и Чарльстоне.
До 1767 года Ост-Индская компания платила налог со стоимости всего чая (около 25 %), который импортировался в Великобританию. Парламент наложил дополнительный налог на чай, продаваемый в Британии. Эти высокие налоги, наряду с фактом, что чай, экспортируемый в Голландию, не был обложен налогом Голландским государством, означали, что британцы и британские американцы могли покупать контрабандный голландский чай по гораздо меньшей цене. Самый большой рынок незаконного чая был в Англии — к 1760-м Ост-Индская компания потеряла 400 000 фунтов за год из-за контрабандистов в Великобритании, но голландский чай также нелегально вывозился в Британскую Америку в значительном количестве.
Чтобы помочь Ост-Индской компании бороться с контрабандным голландским чаем, Парламент в 1767 году выдвинул страховой договор гарантии от убытков, который понизил налог на чай, потребляемый в Великобритании, и дал Ост-Индской компании компенсацию 25 % на чай, который был реэкспортирован в колонии, также выдвинул Тауншендский закон о доходах, который взимал новые налоги в колониях, в том числе и на чай. Вместо того чтобы разрешать проблему контрабанды, Тауншендская пошлина возобновила разногласия о правах парламента на налогообложение колоний.

### Кризис Тауншендских пошлин
Спор между Великобританией и колониями возник в 1760-х годах, когда Парламент впервые стремился непосредственно обложить налогом колонии с целью повышения доходов. Некоторые колонисты, основав тайные диссидентские организации, возражали против новой налоговой программы, утверждая, что это было нарушением Британской конституции. Британские американцы согласились, что в соответствии с Конституцией, британские субъекты не могут облагаться налогом без согласия их избранного представителя. В Великобритании это означало, что налоги могут взиматься только Парламентом. Колонисты, однако, не избирали членов в Парламент и утверждали, что колонисты не могут облагаться налогом этой организацией. По их словам, колонисты могли облагаться налогом своими собственными колониальными законодательными органами. Колониальные протесты привели к отмене Акта о гербовом сборе в 1765 году, а в 1766 году — Декларативного закона. Парламент продолжил настаивать, что у него было право издавать законы для колоний «на все случаи».
Когда взимались новые налоги Тауншендским законом о доходах 1767 года, колонисты Виги снова ответили протестами и бойкотами. Торговцы организовали соглашение о неимпортировании, и многие колонисты обещали воздержаться от использования британского чая, с альтернативной поддержкой активистами тайной торговли. Контрабанда продолжала расти быстрыми темпами, особенно в Нью-Йорке и Филадельфии, где контрабанда чая всегда была более распространённой, чем в Бостоне. Обложенный пошлиной британский чай продолжили импортировать в Бостон, особенно Ричард Кларк и сыновья губернатора провинции Массачусетс Томаса Хатчинсона до тех пор, пока давление массачусетских тайных организаций, не вынудило их придерживаться соглашения о неимпортировании.
В конце концов Парламент ответил на протесты, отменив Тауншендские налоги в 1770 году, кроме пошлины на чай, которую премьер министр Лорд Норт продолжал утверждать «правом на обложение налогом американцев». Эта частичная отмена налогов была достаточной, чтобы закончить октябрьское движение о не импортировании 1770 года. С 1771 по 1773 год британский чай был ещё раз импортирован в колонии в существенном количестве, за который торговцы заплатили Тауншендскую пошлину в размере по 3 пенса за фунт. Бостон был самым большим колониальным импортёром законного чая; контрабандисты все ещё имели преимущество на рынке в Нью-Йорке и Филадельфии.

## Чайный Закон 1773 года
Страховой договор о гарантии убытков 1767 года, который дал Ост-Индской компании возврат пошлин на чай, реэкспортированный в колонии, прекратил своё действие в 1772 году. Парламент продвинул новый закон в 1772, который сокращал расходы, фактически оставляя 10 % пошлин на чай, импортированный в Британию. Закон также восстановил налоги на чай в пределах Британии, который был отменён в 1767 году, и оставил трёхпенсовую Тауншендскую пошлину в колониях. С помощью этой новой налоговой нагрузки, поднимающей цены на британский чай, продажи резко упали. Компания продолжила импорт чая в Великобританию, однако, накапливая огромные излишки продукта, который никто не покупал. По этим и другим причинам к концу 1772 года Ост-Индская компания, один из самых важных коммерческих Британских институтов, была в серьёзном финансовом кризисе. Ликвидирование некоторых налогов было единственным очевидным решением кризиса. Ост-Индская компания изначально стремилась к отмене Тауншендской пошлины, но Правительство Норта не желало этого, потому что такое действие могло быть интерпретировано, как отступление со стороны Парламента в том, что он имеет право облагать налогом колонии. Более важно то, что налоги, собираемые Тауншендскими пошлинами, были использованы для выплаты зарплат некоторым колониальным губернаторам и судьям. Фактически это было целью Тауншендских пошлин: ранее эти должностные лица оплачивались колониальными сборами, но теперь Парламент выплачивал им зарплаты, чтобы держать их в зависимости от Британского государства, чем позволять им быть подотчётными колонистам.
Другим возможным решением сокращения растущих холмов чая на складах Ост-Индской компании было дешево продавать его в Европу. Эта возможность была рассмотрена, но было установлено, что чай просто будет доставляться контрабандой обратно в Великобританию, где будет продаваться дешевле других продуктов, обложенных налогом. Лучшим рынком для продажи избыточного чая Ост-Индской компании предположительно были Американские колонии, если бы можно было найти способ сделать его дешевле, чем голландский контрабандный чай. Решением правительства Норта был чайный закон, который получил согласие короля Георга III 10 мая 1773 года. Этот закон восстановил полный возврат пошлин Ост-Индской компании за импорт чая в Великобританию и также разрешил компании впервые экспортировать чай в колонии за свой счет. Это позволило бы компании понизить цену, убрав посредника, который закупал чай на оптовых аукционах в Лондоне. Вместо продажи посреднику компания назначала колониального торговца, чтобы тот получал партию чайного груза; в свою очередь грузополучатели продают чай за комиссионные. В июле 1773 года были выбраны грузополучатели чая в Нью-Йорке, Филадельфии, Бостоне и Чарльстоне.
Чайный закон сохранил трехпенсовую Тауншендскую пошлину на импортируемый чай в колонии. Некоторые члены Парламента хотели ликвидировать этот налог, утверждая, что не было нужды в провокации другого колониального разногласия. Бывший канцлер казначейства Уильям Даудсвелл предупредил Лорда Норта, что американцы не примут чай, если останется Тауншендская пошлина. Но Норт не хотел отказываться от доходов Тауншендских налогов, в первую очередь потому, что они использовались для выплаты зарплат колониальным чиновникам; сохранение права обложения налогом американцев было вторым интересом. По словам историка Бенджамина Лабари: «Упрямый Лорд Норт невольно забил гвоздь в крышку гроба старой Британской Империи».
По сути, даже с Тауншендской пошлиной чайный закон позволял бы Ост-Индской компании продавать чай дешевле, чем раньше, «перебивая» цены, предлагаемые контрабандистами. В 1772 году законно импортируемый сорт «Богея», самый распространённый вид чая, продавался приблизительно 3 шиллинга за фунт. После Чайного закона колониальные грузополучатели могли бы продавать его 2 шиллинга за фунт, цена чуть ниже, чем у контрабандистов — 2 шиллинга и 1 цент за фунт. Понимая, что выплата Тауншендских пошлин была политически «чувствительна», компания надеялась утаить налоги, приняв меры: выплачивать их в Лондоне, как только чай выгружали в колониях, или чтобы грузополучатели спокойно выплачивали пошлины после того, как чай продавался. Эта попытка утаить налог от колонистов была неудачной.

## Противостояние Чайному закону
В сентябре и октябре 1773 года семь кораблей, перевозивших чай Ост-Индской компании, были отправлены в колонии: четыре корабля направлялось в Бостон, и по одному в Нью-Йорк, Филадельфию и Чарльстон. На кораблях было более 2000 ящиков, содержавших около 600 000 фунтов чая. Американцы изучили детали Чайного закона, и пока корабли были в пути, оппозиция начала возрастать. Виги, иногда называющие себя «Сыны свободы» (англ. Sons of Liberty), начали кампанию, чтобы повысить осведомлённость и убедить или заставить грузополучателей уйти в отставку, поставщики печатей также были принуждены уйти в отставку в 1765 во время кризиса Акта о гербовом сборе.
Протестное движение, которое завершилось Бостонским чаепитием, не было спором из-за высоких налогов. Цена на легально импортированный чай, на самом деле, была уменьшена Чайным законом 1773 года. Вместо этого протестующие были обеспокоены рядом других вопросов. Обычный спор «никакого налогообложения без представительства», наряду с вопросом о степени власти Парламента в колониях, остался значимым. Некоторые считали, что цель налоговой программы — сделать руководящих должностных лиц зависимыми от колониального влияния — опасным посягательством на колониальные права. Это было действительно так в Массачусетсе, единственной колонии, где Тауншендская программа была полностью реализована.
Колониальные торговцы, часть которых была контрабандистами, играли значительную роль в протестах, потому что Чайный закон сделал законно импортируемый чай дешевле, а это угрожало бизнес-интересам контрабандистов голландского чая. Законные импортёры чая, которые не были назначены Ост-Индской компанией грузополучателями, также оказались под угрозой финансового краха из-за Чайного закона. Другой серьёзной проблемой для торговцев было то, что Чайный закон давал Ост-Индской компании монополию на торговлю чаем, и они боялись, что созданная государством монополия в будущем может быть расширена и включит в себя другие товары.
К югу от Бостона протестующие удачно вынудили грузополучателей чая уйти в отставку. В Чарльстоне грузополучателей заставили уйти в отставку к началу декабря, а невостребованный чай был конфискован должностными лицами таможенных органов. В Филадельфии был массовый протест. Бенджамин Раш призвал своих соотечественников противостоять выгрузке чая, так как груз содержал в себе «семя рабства». К началу декабря грузополучатели в Филадельфии ушли в отставку и корабли вернулись в Англию с грузом, после чего последовало столкновение с капитаном корабля. Корабль с чаем, направлявшийся в Нью-Йорк, был задержан из-за плохой погоды; к тому времени, как он прибыл, грузополучатели ушли в отставку, и корабль вернулся с грузом в Англию.

## Противостояние в Бостоне

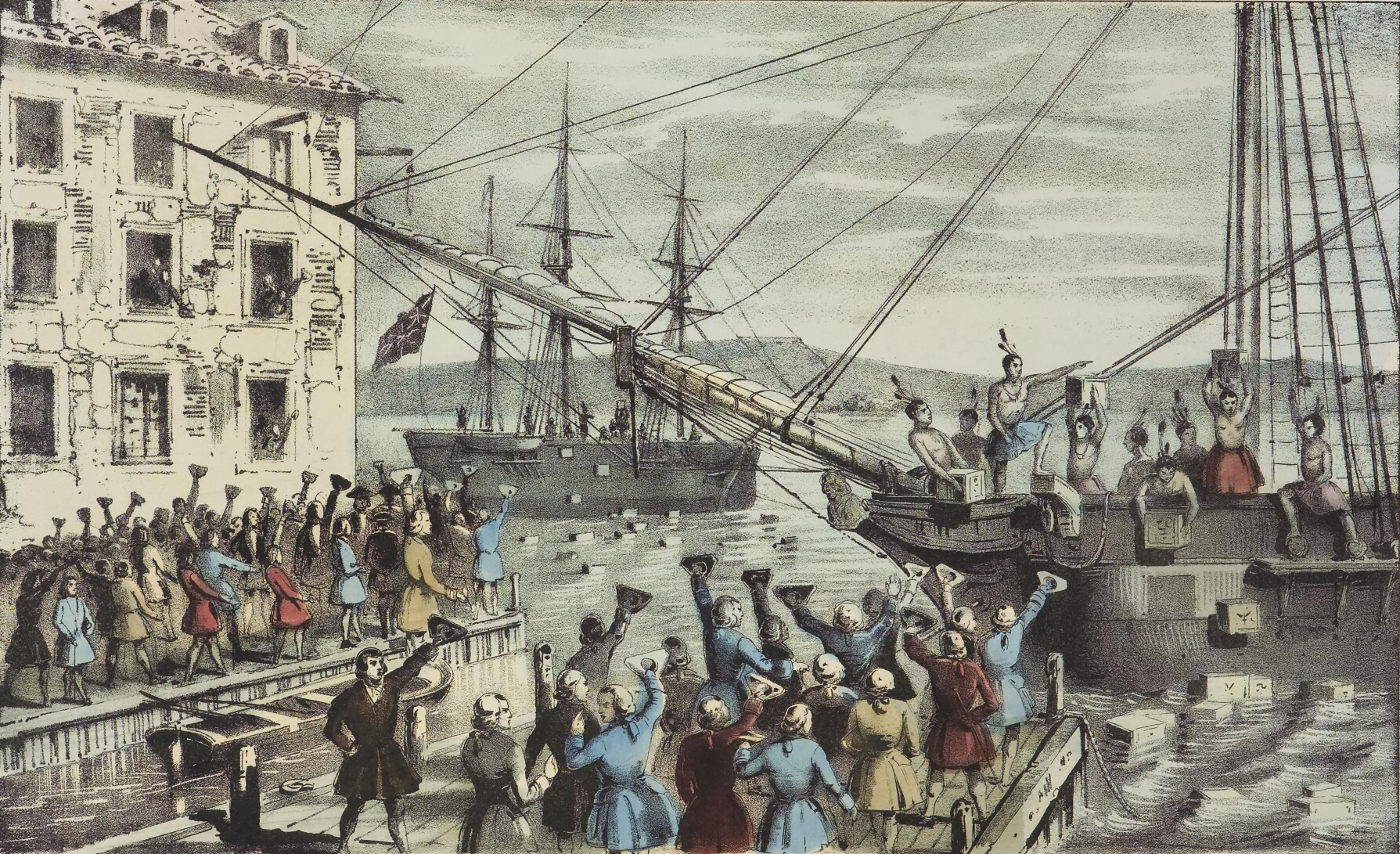
«Уничтожение чая в Бостонской гавани». Литография 1846 года.

В каждой колонии, кроме Массачусетса, протестующие могли заставить грузополучателей уйти в отставку или отправить корабль с чаем обратно в Англию. В Бостоне, однако, губернатор Хатчинсон был полон решимости стоять на своём. Он убедил грузополучателей чая, двое из которых являлись его сыновьями, не отступать.
Когда корабль «Дартмут» прибыл с чаем в Бостонский порт в конце ноября, лидер «Сынов свободы» Сэмюэл Адамс призвал собрать массовый митинг, который состоится 29 ноября 1773 года в бостонском Фанел-Холле. Приехали тысячи людей, их было так много, что перенесли митинг в Олд Саус Митинг Хаус. Британский закон потребовал разгрузить «Дартмут» и заплатить пошлины через 20 дней или таможенные органы конфискуют груз. Митинг принял резолюцию, представленную Адамсом и основанную на похожем наборе резолюций, ранее обнародованных в Филадельфии, призывающую капитана корабля «Дартмут» отправить корабль обратно без уплаты ввозной пошлины. Между тем, собрание назначило 25 человек для присмотра за судном и не позволить чаю, в том числе и ящикам компании Дэвисон, Ньюман и Ко (англ. Davison, Newman and Co.) из Лондона, быть разгруженными.
Губернатор Хатчинсон отказался дать разрешение «Дартмуту» уйти без выплаты пошлины. Ещё два корабля с чаем: «Элеанор» (англ. Eleanor) и «Бивер» (англ. Beaver), прибыли в Бостонский порт (был ещё один корабль, который направлялся в Бостонский порт — «Уильям» (англ. William), но он попал в шторм и был разрушен до того, как дошёл до места назначения). 16 декабря — в последний день срока разгрузки «Дартмута» — около 7000 человек собралось вокруг Олд Саус Митинг Хаус. После получения сообщения, что губернатор Хатчинсон снова не позволил кораблям отплыть, Адамс заявил, что «этот митинг не может дальше ничего сделать, чтобы спасти эту страну». Согласно известной истории, заявление Адамса было условным знаком для начала «чаепития». Однако это утверждение появлялось в печати лишь спустя почти сто лет после этого события, в биографии Адамса, написанной его правнуком, который, вероятно, неправильно интерпретировал данные. По словам очевидцев, люди не покидали митинг ещё в течение 10-15 минут после предполагаемого сигнала Адамса, но на самом деле, Адамс пытался заставить людей не расходиться, так как митинг ещё не был завершён.

## Уничтожение чая
Пока Самюэл Адамс пытался восстановить порядок на митинге, люди высыпали из Олд Саус Митинг Хаус, чтобы подготовиться к действиям. Они переоделись в костюмы индейцев племени мохоков и соответствующим образом разрисовали свои лица. Маскировка лица была им, по-видимому, необходима в силу нелегальности их протеста, переодевание же в воинов-могавков было символичным выбором. Так же, как и использование гремучей змеи на флаге Гадсден и Белоголового орлана в качестве национального символа, это означало, что «Сыны Свободы» отождествляют себя с Америкой, несмотря на то, что были подданными Великобритании. Вместе с тем, колонисты как бы напоминали Великобритании, что в первую очередь именно они являются защитниками интересов колонизаторов в Северной Америке.
Тем вечером группа из 30-130 человек, включая Пола Ревира, забралась на три судна и за три часа сбросила в воду 342 ящика чая. Точное расположение причала Гриффин (англ. Griffin's Wharf), то есть отправной точки «чаепития», долго было неизвестно; согласно исследованиям, причал находился в конце улицы Хатчинсон (англ. Hutchinson street) (сегодня улица Перл). Имеются свидетельства (об этом вам расскажут в Музее Старого Капитолия — англ. Old State House), что английские солдаты, бывшие в карауле на борту судов с грузом чая, хорошо понимали, что имеют дело не с индейцами, а с колонистами, — да и сами нападавшие понимали, что никто их не примет за настоящих индейцев.

## Последствия

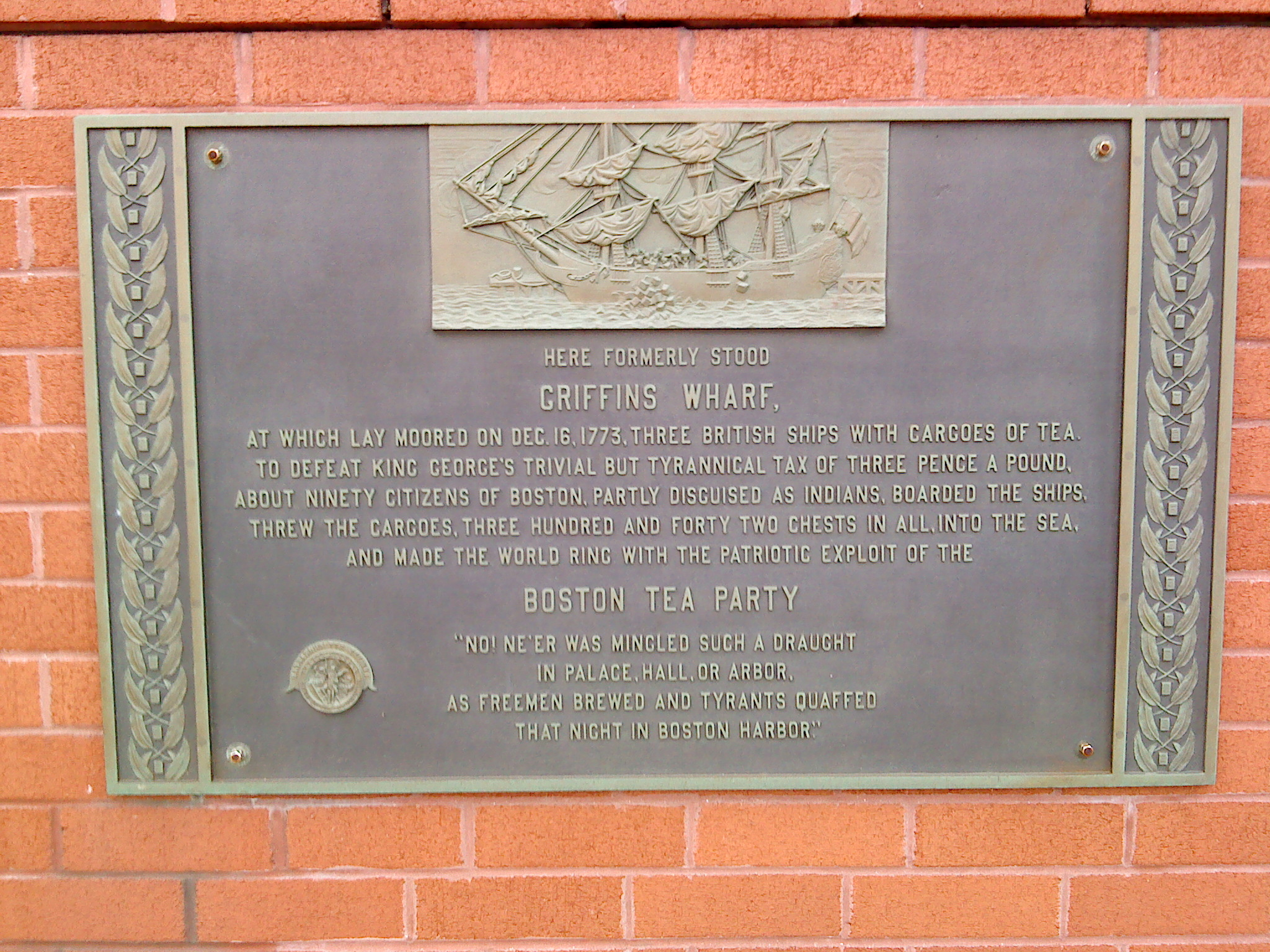
Мемориальная доска на том месте набережной, где происходило уничтожение чая

«Бостонское чаепитие» вызвало острый политический кризис. На Хатчинсона давили из Лондона с требованием в кратчайшие сроки разыскать и наказать «Сынов свободы». Если бы он разрешил проблемы с колонистами так, как это сделали другие губернаторы, суда покинули бы гавань без разгрузки, но без порчи товара. Лорд Норт заявил, что если колонисты не будут импортировать чай в течение 6 месяцев, налог будет отменён. В феврале 1775 года Британия издала Примирительное Решение, которое отменяло налоги для любой британской колонии, добросовестно защищающей Британскую Империю и содержащей её офицеров.
Между тем в Британии все политики, сочувствовавшие колониям, подвергались нападкам, а указанный закон сплотил вокруг себя всех, настроенных против интересов колоний. Премьер-министр лорд Норт заявил: «Независимо от того, чем всё кончится, мы должны рискнуть, иначе всё и так окончено». Британское правительство полагало, что такое деяние не должно оставаться безнаказанным, поэтому оно объявило Бостонский порт закрытым и ввело так называемые невыносимые законы.
Лорд Норт, предлагая санкции против Бостона, ссылался на прецедент 1737 года, когда на город Эдинбург был наложен штраф за Восстание Портьюса.
В колониях Бенджамин Франклин заявил, что весь уничтоженный чай должен быть оплачен, все 70 000 фунтов. Роберт Мюррей вместе с другими торговцами отправились к лорду Норту с предложением оплатить все расходы, но получили отказ. Однако многие колонисты были воодушевлены происшедшим, что подвигло их на такие действия, как сожжение судна «Пэгги Стюарт». «Бостонское чаепитие» стало одним из катализаторов Войны за независимость США. Это историческое событие в значительной степени укрепило волю народа тринадцати британских колоний на Североамериканском континенте к обретению независимости от Британской Короны.
Многие колонисты в знак солидарности отказывались от употребления чая, заменяя его «ароматной настойкой» (из листа малины) и другими травяными напитками, а также кофе. Тем не менее массовый отказ от чая не был долгосрочным.
«Бостонское чаепитие» осталось в истории прежде всего как символ борьбы с британской колониальной администрацией.

## В историографии

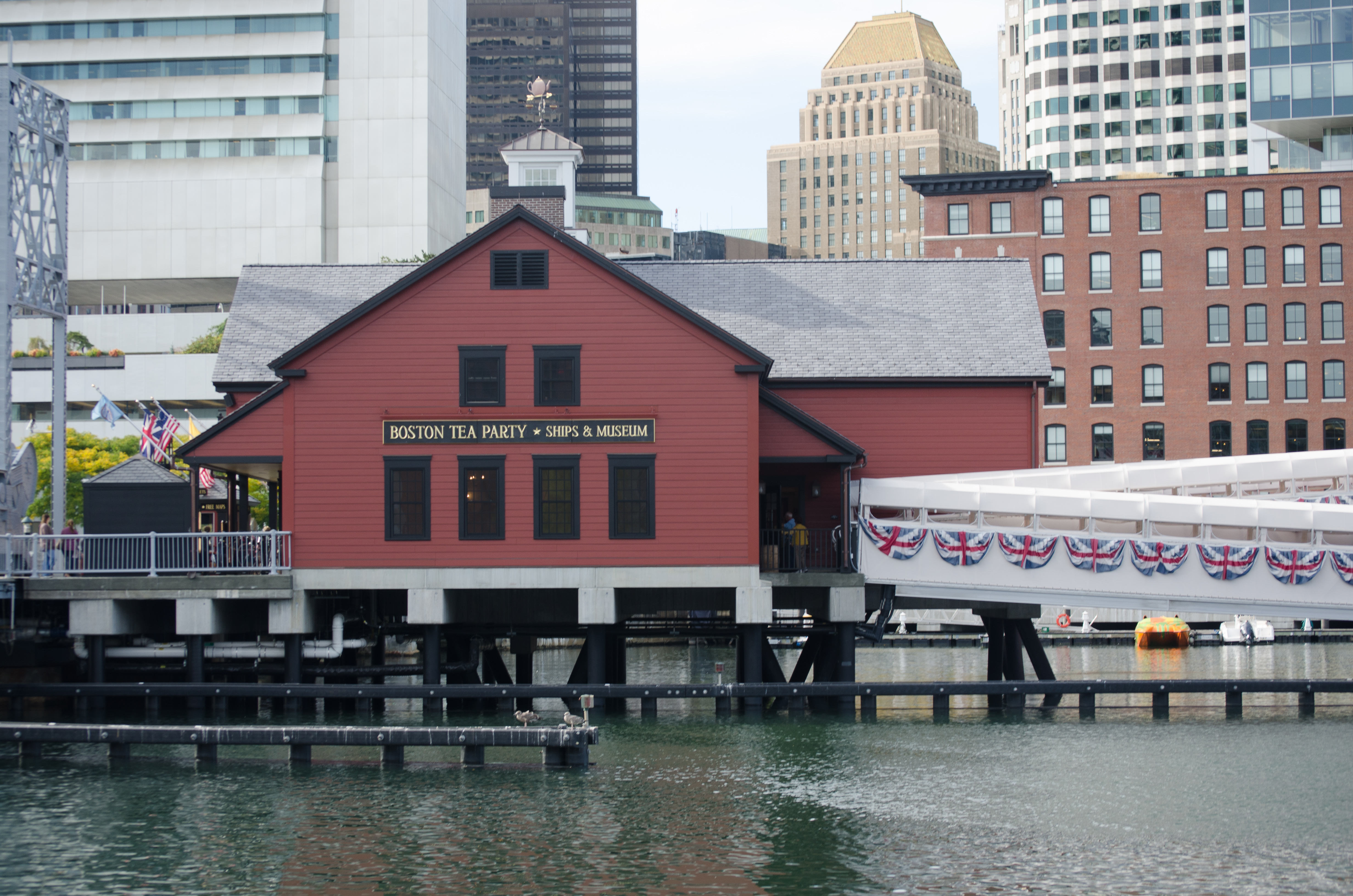
Музей Бостонского чаепития

По словам историка Альфреда Янга, термин «бостонское чаепитие» впервые появился в печатном тексте только в 1834 году. До этого времени это событие называли «уничтожением чая в Бостонской гавани». В ранних описаниях Американской революции бостонское чаепитие обычно вообще не упоминалось, ибо идеологи революции не одобряли любое уничтожение частной собственности. Словосочетание «бостонское чаепитие» впервые появилось в биографиях Джорджа Хьюза 1835 и 1855 года.
Отцы-основатели США не были противниками налогообложения чая. Налоговый законопроект был представлен на первом Конгрессе США даже до вступления в должность президента Джорджа Вашингтона. Законопроект был принят, и подписан Вашингтоном 4 июля 1789 года, налог на чай был от 6 до 20 центов за фунт, и ставки в два раза больше, если судно под иностранным флагом. Александр Гамильтон просчитал, что доходы будут недостаточными, и разработал Закон 1790 года, который ввел более высокие ставки. Налог на чай оставался в силе до 1872 году, во время которого получали 10 миллионов долларов в год, что составляло около 2 % всех федеральных доходов.
Бостонское чаепитие часто упоминается в связи с другими политическими протестами. Когда в 1908 году действия Махатмы Ганди в Южной Африке привели к массовому сожжению индийских регистрационных карточек, одна британская газета сравнила это событие с Бостонским чаепитием. В 1930 году Ганди во время встречи с наместником английского короля после проведения индийцами кампании соляного протеста взял немного соли, не подлежащей обложению таможенной пошлиной, из своего платка и сказал с улыбкой, что он взял эту соль «для того, чтобы напомнить о знаменитом Бостонском чаепитии».
В США представители разных политических течений ссылаются на Бостонское чаепитие как на символ успешного протеста.

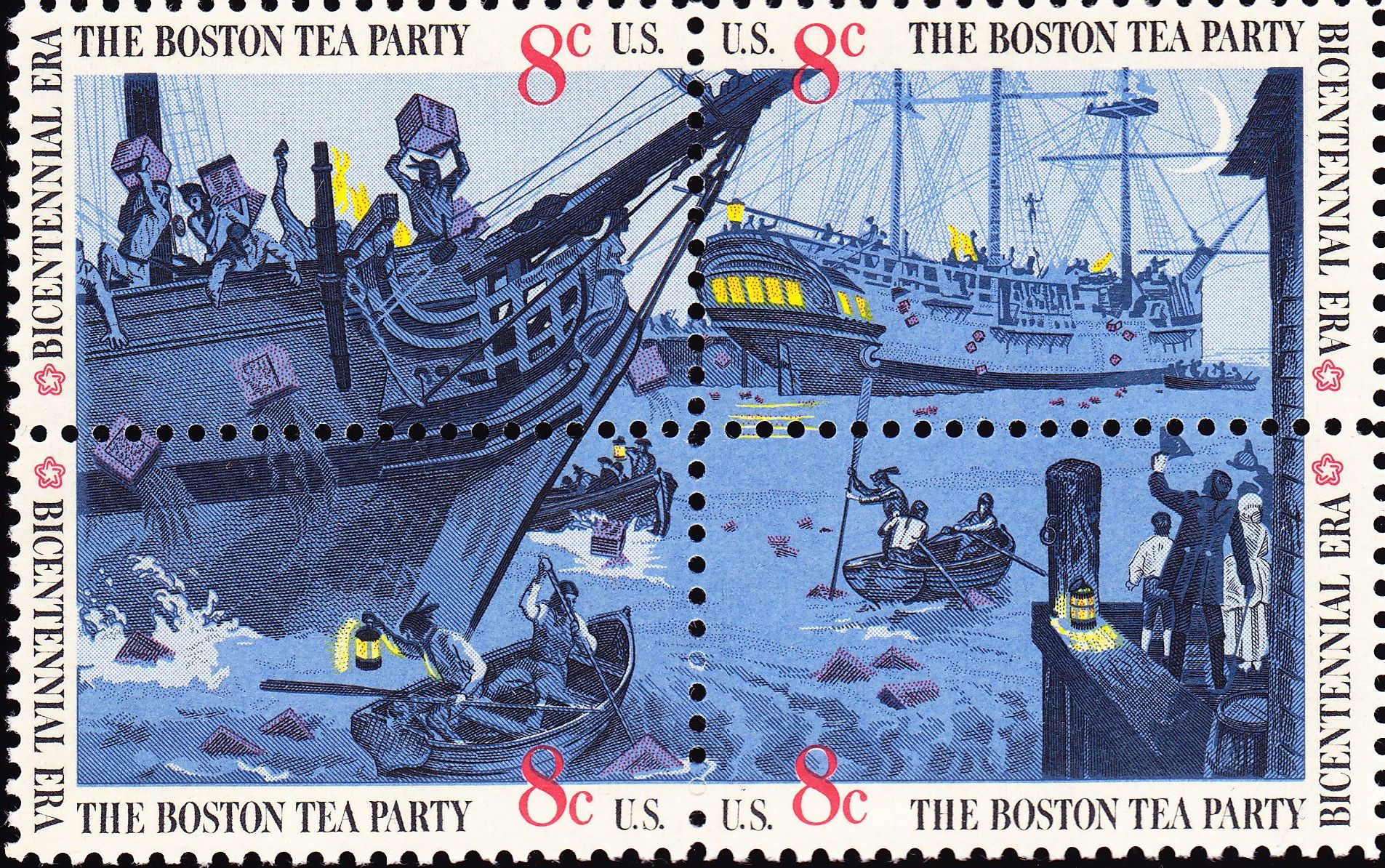
В 1973 году была выпущена серия марок, изображающая сцену из Бостонского чаепития

В 1973 году в 200-летнюю годовщину Бостонского чаепития на митинге в зале Фаньюил (англ. Faneuil Hall) раздались призывы к импичменту президента Ричарда Никсона и голоса, протестующие против действий нефтяных компаний в ходе продолжавшегося тогда нефтяного кризиса. После этого протестующие сели в Бостонском порту на корабль, представлявший собой копию корабля времен Бостонского чаепития, повесили на борту чучело Никсона и сбросили в залив несколько бочек из-под нефти.
В 1998 году два консервативных члена Палаты представителей положили текст федерального налогового кодекса в ящик с пометкой «чай» и сбросили его в залив.
В 2006 году была основана либертарианская политическая партия под названием «Бостонское чаепитие». В 2007 году «денежная бомба чаепития» Рона Пола, проведённая в связи с 234-й годовщиной Бостонского чаепития, побила рекорд однодневного сбора денежных средств: за 24 часа было собрано 6,04 миллионов долларов. Впоследствии «чаепития» по сбору денег переросли в движение «чаепитие» (англ. Tea Party movement), которое играло заметную роль в политике на протяжении последующих двух лет. Это послужило победе республиканцев на промежуточных выборах 2010 году, когда Республиканская партия получила большинство голосов в Палате представителей Конгресса США.